# Thomonde
Thomonde (Haïtiaans-Creools: Tomonn) is een stad en gemeente in Haïti met 62.000 inwoners. De plaats ligt 15 km ten zuidoosten van de plaats Hinche. De gemeente maakt deel uit van het arrondissement Hinche in het departement Centre.
Er wordt suikerriet, fruit en tabak verbouwd.

## Indeling
De gemeente bestaat uit de volgende sections communales:
| Nr. | Naam             | Km²    | Inw.2015 |
| --- | ---------------- | ------ | -------- |
| 1   | Cabral           | 114,36 | 25.023   |
| 2   | Tierra Muscady   | 78,23  | 13.813   |
| 3   | Baille Tourrible | 66,42  | 7.054    |
| 4   | La Hoye          | 100,90 | 15.990   |